# Gueréza zanzibarská

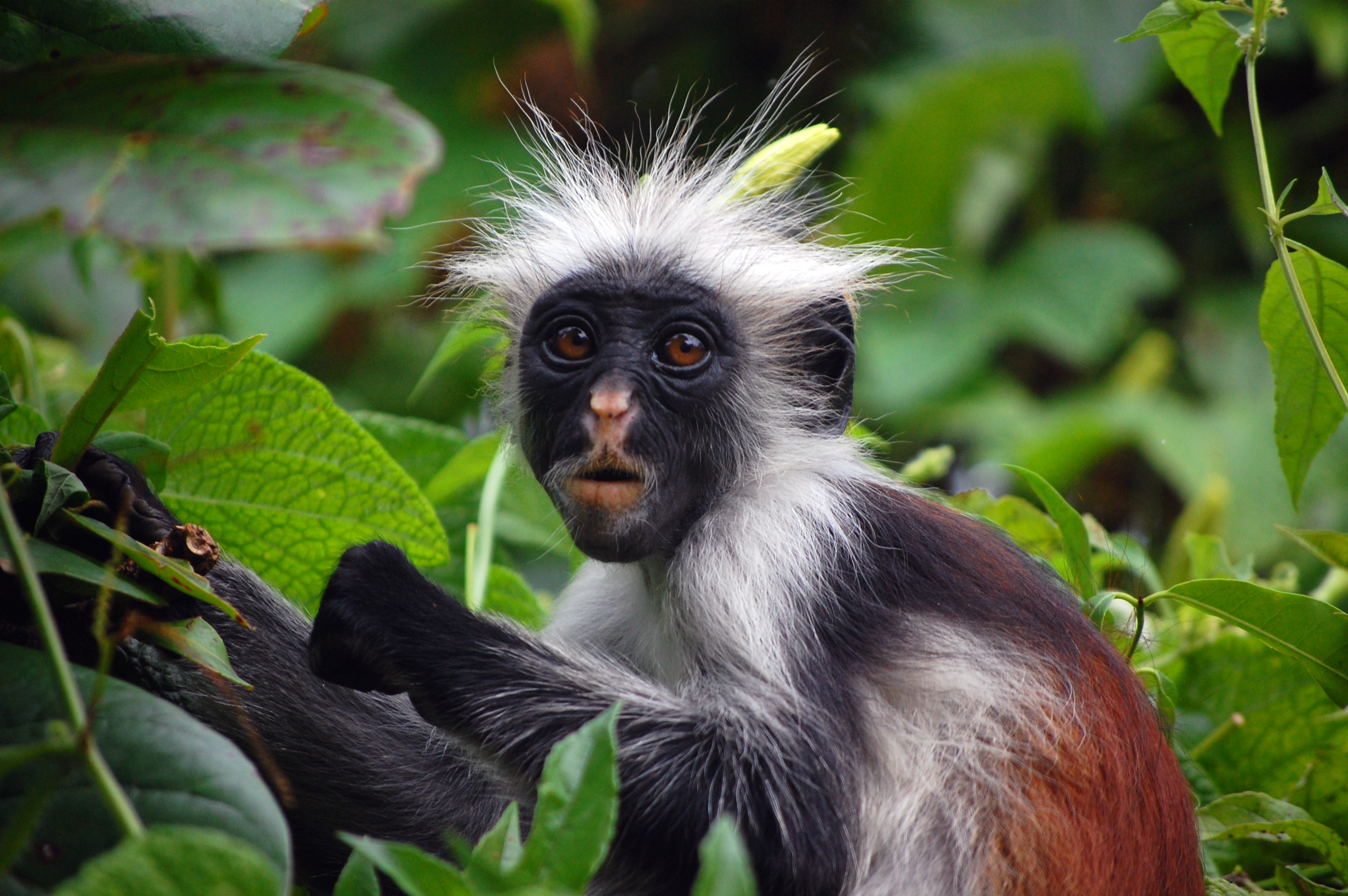
Tvář guerézy zanzibarské

Gueréza zanzibarská (Piliocolobus kirkii) je endemická opice ostrova Zanzibaru, kde žije v izolaci již více než 15 000 let. Původně byla považována za pouhý poddruh guerézy červené obývající velké území s tropickými deštnými lesy v centru Afriky. Později byly nalezeny důkazy, že gueréza zanzibarská je starobylá forma stojící fylogeneticky na počátku vývoje všech gueréz. Jejich vzhled ukazuje, jak mohl vypadat vícebarevný předek gueréz předtím, než se evolučně rozštěpily na dvě barevně odlišné linie.

## Popis
Je to středně velká, výrazně zbarvená opice. Má malou hlavu na dlouhém krku a velmi dlouhé končetiny, zadní jsou delší, má redukovaný palec a dlouhý ocas. Horní část zad, předloktí a obličej jsou černé, střední a dolní části zad oranžové až červenohnědé. Existují výrazné individuální variace v rozsahu černé a červenohnědé na šíji, ramenech a horní části zad. Přední strana ramen a všechny končetin jsou šedobílé s černým pruhem, hřbety rukou i nohou jsou černé. Spodní strana ocasu bývá šedobílá a horní červenohnědá. Černý obličej je orámován dlouhými bílými chlupy, které sahají až červenohnědé temeno hlavy. Rty a nosy mají růžové.
Pohlavní dimorfismus není příliš výrazný, samci jsou jen o málo větší a těžší, mají větší hlavu, delší špičáky, vyvinutější chocholky na šíji, silnější, ale kratší ocas a hrubší a hustější srst. Samice mají v době estrálního cyklu zduřelou a zarudlou hráz u análního otvoru. Samice váží v průměru 5,5 a samec 5,8 kg.

## Chování
Jsou silně sociální, žijí ve skupinách 30 až 50 jedinců a tráví celé dny v korunách stromů. Krmí se nejintenzivněji ráno a pak v podvečer, jsou nejaktivnější v chladnějších hodinách dne, žerou listy, květy, mladé výhonky, nezralé plody a semena. Jejich trávicí ústrojí nedokáže štěpit cukry a proto nežerou zralé ovoce. Stravují se převážně na vzrostlých stromech, např. fíkovníku, chlebovníku, mangovníku či kokosovníku. Mají čtyřdílný žaludek ve kterém za pomoci symbiotických bakterií tráví na energii chudou stravu. Příležitostně požírají z ohořelých stromů dřevěné uhlí pro eliminaci jedovatých látek obsažených v listech.

## Rozmnožování
Guerézy zanzibarské jsou promiskuitní a páření je iniciováno oběma pohlavími, samice se páří s více samci. Páry jsou při páření rušeny ostatní členy skupiny, dospělými samci i mláďaty. Období rozmnožování není stanoveno sezoně a samice mívají mladé v průběhu celého roku. Po pěti až šestiměsíční březosti rodí jedno mládě, které kojí několik měsíců. Mláďata jsou nošená na břiše matky asi půl roku a zcela na ní nezávislá se stávají až ve dvou létech. Někdy o potomky pečují i cizí samice.
Mládě je zbarveno černobíle a typické zbarvení dospělce dostává od 11 měsíce. Potomci ještě před nástupem sexuální aktivity odcházejí do jiných skupin. Samice dosahují pohlavní dospělosti ve věku 4 až 5 let, samci až po 5 létech. Intervaly mezi jednotlivými porody bývají 24 až 30 měsíců.
Tito primáti nebývají chováni zoologických zahradách a pro jejich silný zápach je ani domorodci nemívají jako domácí zvířata, používají je pouze jako atrakci pro turisty. Řada podrobností o jejich životě byla extrapolována od blízce příbuzných druhů.

## Ohrožení
Guerézy zanzibarské obývaly v minulosti celý ostrov, v současnosti se jejich populace odhaduje na méně než 2000 jedinců žijících v nevelkých a od sebe izolovaných populacích. Největší počet žije hlavně v jihovýchodní části ostrova v rezervaci a v přilehlých zemědělských oblastech a mangrovových bažinách, menší izolované skupiny se vyskytují na dalších místech v blízkosti pobřeží.
Snižování jejich počtu je přičítáno úbytku tamních lesů následkem nelegální těžby dřeva pro výrobu dřevěného uhlí a rozšiřování orné půdy, úmrtnosti na silnicích, lovu a rozrůstajícímu se špatně organizovanému turismu. Původní obyvatele Zanzibaru jsou muslimové kteří opice nejedí, polovina gueréz zanzibarských však žije mimo chráněná území a jsou ohrožené jako potenciální škůdci zemědělských plodin a lovené pomoci psů a oštěpů. Přes oblast kde žijí vede hlavní silnice dovolující autům jet rychlosti až 100 km/hodinu, ročně bývá na tomto úseku usmrceno 18 až 26 gueréz. Rezervaci navštíví za rok kolem 15 000 návštěvníků a některá zvířata jsou na turisty tak zvyklá, že za nimi přicházejí, loudí o pamlsky a sedají lidem na ramena a hlavy. Opice jsou citlivé na různá lidská onemocnění a tím se zvyšuje riziko přenosu nemoci z lidí. Početní stavy guerézy zanzibarské jsou trvale klesající a podle IUCN jsou hodnocené jako ohrožený druh (EN).

## Galerie

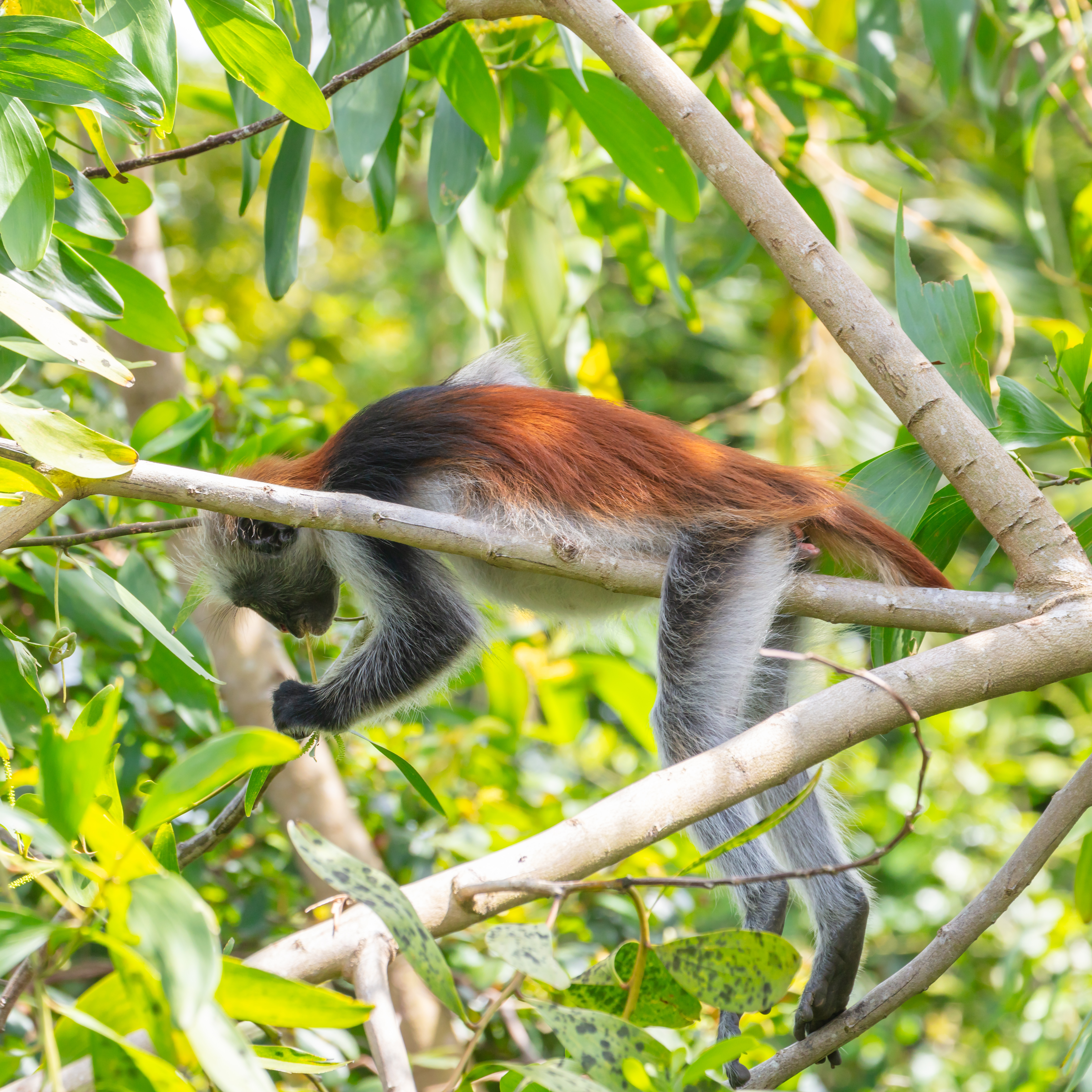
Zbarvení zad
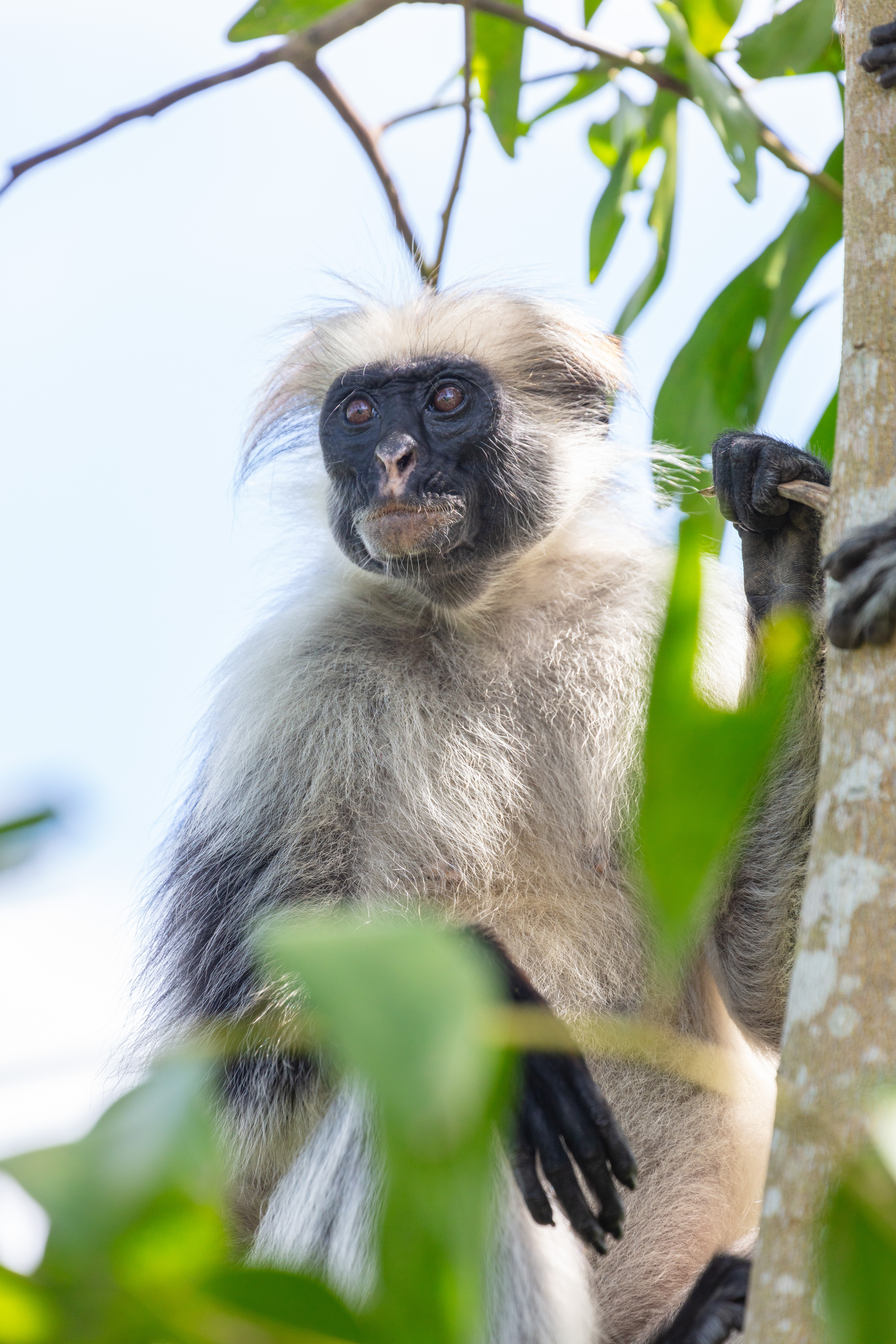
Zbarvení břicha
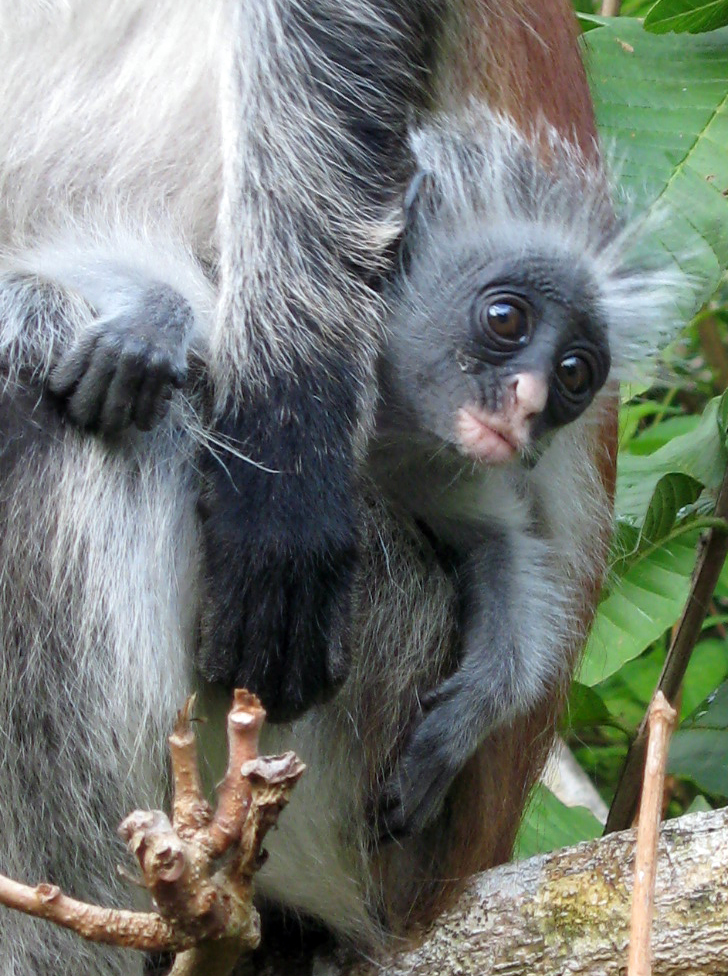
Potomek
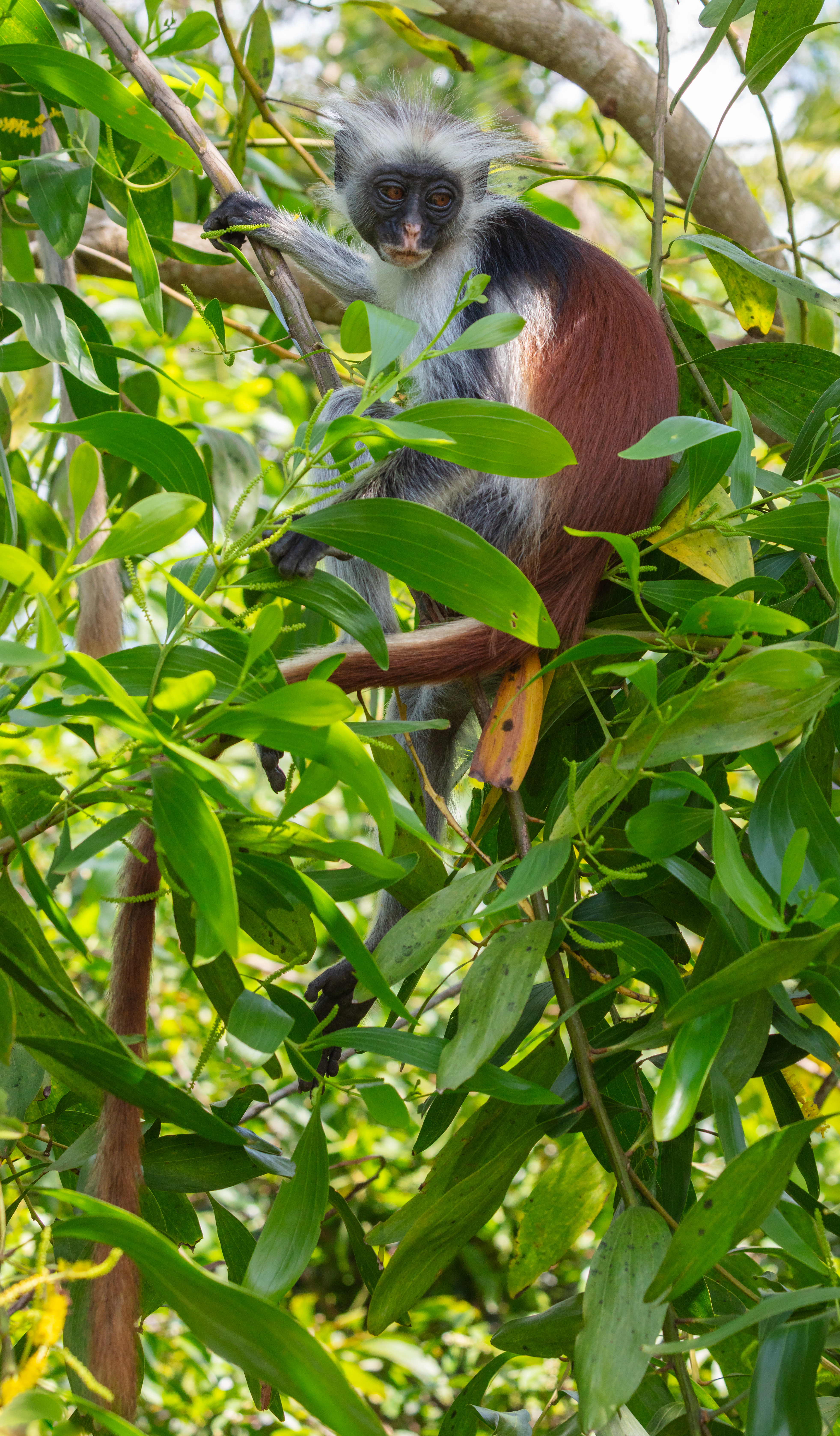
Pohled na jeho dlouhý ocas
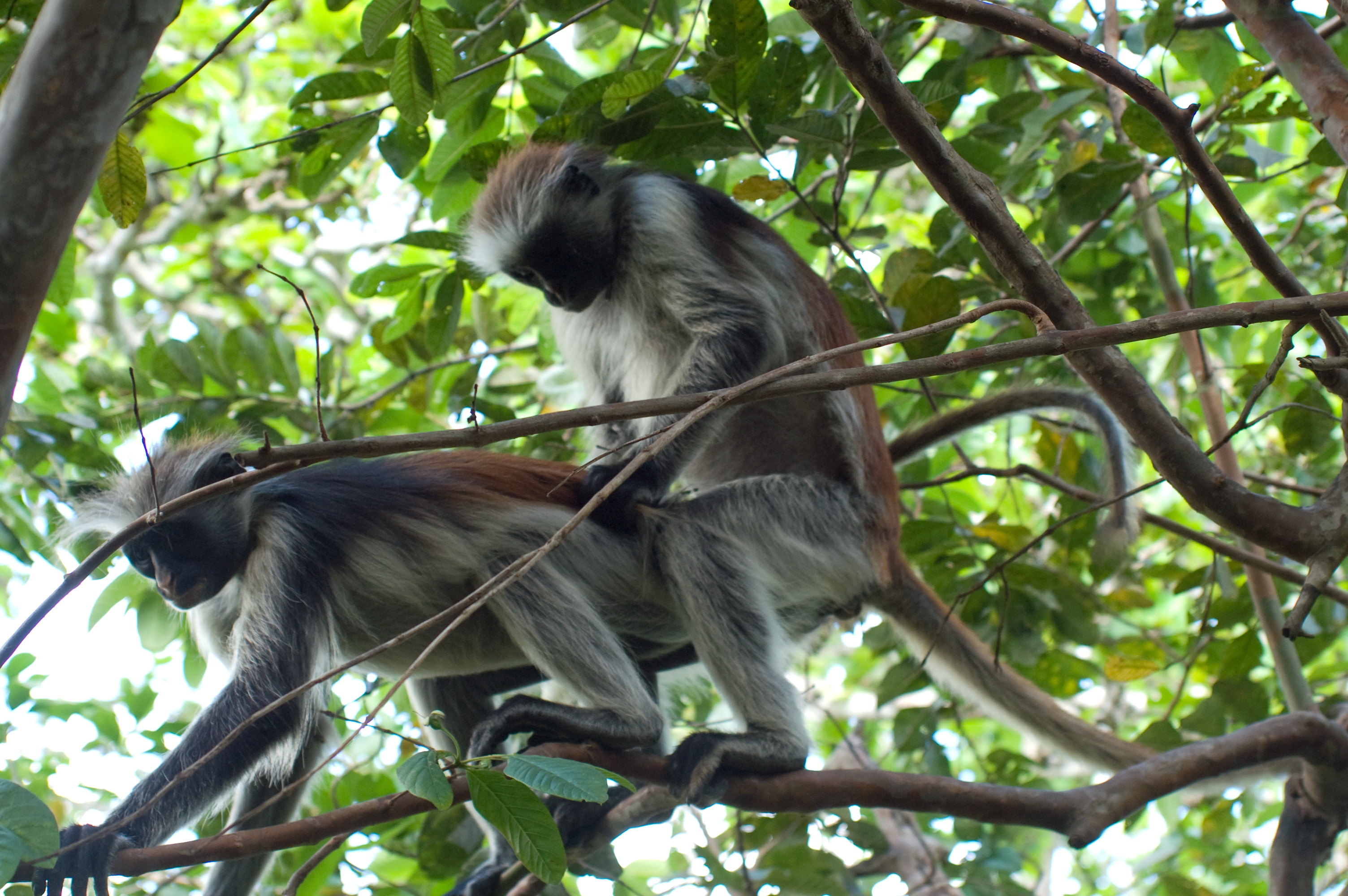
Plození